# Guns N' Roses

Il logo del complesso

I Guns N' Roses sono un gruppo musicale hard & heavy statunitense, formatosi a Los Angeles nel 1985.
La formazione "storica" era composta dal frontman Axl Rose (voce), Slash (chitarra solista), Izzy Stradlin (chitarra ritmica), Duff McKagan (basso) e Steven Adler (batteria). Il potente sound proposto, l'immagine trasgressiva e le dinamiche esibizioni dal vivo li hanno aiutati a dominare la scena musicale tra la fine degli anni ottanta e l'inizio dei novanta; dal 1993, tuttavia, il gruppo ha attraversato non pochi problemi a causa dei contrasti tra il carismatico Axl Rose e gli altri membri originari. Rose, che è anche autore della maggior parte dei testi, è stato l'unico membro fisso della formazione originale fino al 2016, quando a lui si riunirono il chitarrista Slash e il bassista Duff McKagan per il Coachella Valley Music and Arts Festival.
In totale hanno venduto oltre 100 milioni di dischi in tutto il mondo e sono stati inseriti al novantaduesimo posto nella classifica dei cento migliori artisti secondo Rolling Stone. Il 14 aprile 2012 la formazione originale è stata inserita nella Rock and Roll Hall of Fame dai Green Day.

## Storia del gruppo

### Gli inizi (1985-1986)
Il gruppo è stato fondato nel marzo 1985 da Axl Rose, Tracii Guns, Izzy Stradlin, Ole Beich e Rob Gardner. I componenti originari provenivano da due gruppi, gli L.A. Guns (che si riformarono successivamente) e gli Hollywood Rose. I membri decisero di unire i nomi dei precedenti gruppi e chiamare la band Guns N' Roses. Dagli Hollywood Rose provenivano Axl Rose (voce) ed Izzy Stradlin (chitarra ritmica), mentre dagli L.A. Guns provenivano Tracii Guns (chitarra solista), Ole Beich (basso) e Rob Gardner (batteria). Il gruppo esordì ufficialmente il 26 marzo 1985.
Ole Beich suonava originariamente negli L.A. Guns, quando lasciò il gruppo, venne sostituito da Duff McKagan, che esordì insieme agli altri membri della band l'11 aprile 1985, al locale "Radio City" ad Anaheim. Poco dopo anche il chitarrista Tracii Guns abbandonò il gruppo, a causa di divergenze con Axl Rose, e riformò gli L.A. Guns.
Al suo posto entrò Saul Hudson, in arte Slash, che aveva avuto precedenti esperienze in alcune band tra cui i London e Black Sheep, oltre ad aver già suonato negli stessi Hollywood Rose.
Qualche mese dopo, annunciò la dipartita anche Rob Gardner. Come racconta Slash nella sua biografia, i 4 restanti membri chiamarono l'unico batterista che sarebbe partito in tour con loro anche la sera stessa: Steven Adler, che proveniva come McKagan e Slash dai Road Crew. La band raggiunse così l'assetto che l'avrebbe portata al successo.
Dopo un difficile tour lungo la strada per Seattle (Washington) ed altre due date nell'Oregon, gli interpreti tornarono a Los Angeles stabilendosi in un piccolo magazzino ribattezzato "Hellhouse", mantenendosi con lavori occasionali e continuando i concerti nella zona. Come altri gruppi che suonavano nell'area di Hollywood, i Guns furono tra i primi a diffondere lo stile sleaze metal.
Tom Zutaut della Geffen Records, stupito da un'esibizione del gruppo, diffuse in giro la falsa notizia che "facessero schifo" per avere più tempo e mezzi per scritturarli. La band ricevette un anticipo di 75 000 dollari dal manager, che però scoprì che Axl aveva già promesso di firmare un contratto con un'etichetta concorrente, a patto che l'agente che l'aveva contattato "avesse camminato nuda per Sunset Boulevard". Zutaut rimase alla finestra del suo ufficio sul Sunset, a guardare nervosamente la strada, per tre giorni prima di chiudere l'accordo con il gruppo.
Il loro primo manager divenne Alan Niven, che li avrebbe aiutati ad incidere alcuni brani musicali.
Grazie a questo contratto, i Guns auto-produssero nel 1986 l'EP Live ?!*@ Like a Suicide, sotto l'etichetta UZI Suicide, creata ad hoc dalla Geffen ma non ufficialmente riconosciuta. Pubblicato in sole 10 000 copie, Live ?!*@ Like a Suicide aveva l'aspetto e le sonorità di un album live, pur essendo stato registrato in studio. Lo scopo dell'EP era quello di attirare attenzione sulla band, ancora alla ricerca di un produttore.

### Appetite for Destructione il successo (1987-1988)

Copertina di Appetite for Destruction.

Il primo album in studio del gruppo fu Appetite for Destruction, registrato insieme al produttore Mike Clink e considerato uno dei più importanti lavori nella storia del rock. Nel corso degli anni il disco ha venduto oltre 30 milioni di copie in tutto il mondo, ed è stato inserito al 62º posto nella lista dei 500 migliori album secondo Rolling Stone. Tre dei singoli estratti dall'album, "Welcome to the Jungle", "Paradise City" e "Sweet Child o' Mine", entrarono ai primi dieci posti in classifica negli Stati Uniti. Tutti e tre i brani compaiono inoltre nella lista delle 500 migliori canzoni secondo Rolling Stone, rispettivamente alle posizioni numero 467, numero 453 e numero 196.
Appetite for Destruction fu anche uno dei primi dischi a lanciare a livello mondiale lo sleaze metal, stile di hair metal spesso mescolato con elementi di derivazione punk rock e blues rock, che si differenziava dal genere proposto da altri gruppi in voga in quegli anni, come i Bon Jovi. In particolar modo il gruppo decise di rinunciare a un'immagine cosiddetta "glam", per proporre uno stile più semplice e immediato. I testi dell'album erano incentrati sugli eccessi dei componenti della band e sulla vita nei bassifondi di Los Angeles, anche se non mancavano brani di argomento sentimentale.
Presto si scatenarono polemiche attorno al gruppo per l'abuso di alcol e droghe e per l'immagine violenta e scandalosa data da esso, anche a causa della prima copertina dell'album, un dipinto di Robert Williams, poi censurato e cambiato con un tatuaggio di Axl. Il quadro, che l'autore sostiene non sia mai stato pagato dai Guns, illustrava un mostro con pugnali come denti mentre difende una ragazza da uno stupratore robot. Dietro quest'ultimo si celava in realtà un significato che andava al di là dell’apparenza: un mostro stava tentando di uccidere la musica e i Guns N' Roses erano pronti a fermarlo con le loro nuove sonorità.
I cinque facevano ampio uso di stupefacenti, tanto che durante un tour in Gran Bretagna ricevettero il soprannome di Lines N' Noses ("piste" e nasi), e la stampa locale scrisse: "Sono addirittura peggio dei Beastie Boys!".
I Guns suonarono da spalla agli Aerosmith ed ai Rolling Stones, per poi intraprendere un proprio tour. Nel 1988, insieme a KISS e Iron Maiden, parteciparono al Monsters of Rock a Donington Park.
Durante il tour, Steven Adler venne sostituito per alcune date da Fred Coury, batterista dei Cinderella, perché si era rotto una mano in una rissa in cui la band fu coinvolta all'Hyatt Regency Hotel di Chicago. In quel periodo i cinque girarono anche i loro primi video musicali, in supporto ai singoli che trainarono Appetite for Destruction e le sue vendite. I video per "Welcome to the Jungle" e "Sweet Child o' Mine" permisero alla band di guadagnarsi i suoi primi MTV Video Music Awards.

### G N' R Lies(1988-1990) e le accuse di xenofobia
Verso la fine del 1988, uscì il disco G N' R Lies, che raccoglieva i pezzi di Live ?!*@ Like a Suicide e quattro canzoni acustiche (tra cui la versione originale di "You're Crazy"). Ci furono nuove polemiche per i presunti contenuti omofobi e razzisti della canzone "One in a Million", anche se in realtà il testo voleva descrivere come Los Angeles era apparsa al primo impatto ad Axl, cresciuto nelle zone rurali dell'Indiana. Malgrado i chiarimenti della band, le polemiche crearono problemi notevoli, tanto che i Guns decisero di togliere la canzone dalla scaletta dei loro concerti per evitare ulteriori critiche. L'album fu promosso in diverse date assieme ai Body Count, il cui frontman Ice-T affermò che "lui ed Axl erano entrambi vittime della stampa".
In ogni caso, i Guns, con i loro continui eccessi, non sempre facevano parlare bene di sé, tanto che la Geffen fu costretta a richiamare alla moderazione Slash e Duff McKagan, dopo che sotto l'effetto di droghe pesanti avevano insultato in modo volgare il pubblico durante gli American Music Award del 1990. Contemporaneamente cominciarono anche le pressioni di Axl, scontento per la tossicodipendenza dei compagni. Durante un concerto del 1989 al Los Angeles Coliseum, il cantante disse che quello sarebbe stato l'ultimo concerto dei Guns N' Roses, poiché troppi membri della band "ballavano con Mr. Brownstone" (riferimento ironico al brano "Mr. Brownstone" contenuto in Appetite for Destruction). Steven, Slash ed Izzy decisero così di entrare in terapia, ma Steven non riuscì a uscirne.

#### Rivalità con i Mötley Crüe
Una volta tornato a Los Angeles dopo i concerti in Russia, Vince Neil, cantante dei Mötley Crüe, si prese 10 giorni di pausa dedicandosi al rafting sul fiume Snake, in Idaho. Da lì chiamò la propria moglie dell'epoca, Sharise Ruddell, che gli raccontò che Izzy Stradlin, chitarrista dei Guns N' Roses, aveva tentato di corteggiarla una sera al Cathouse club, un locale di Los Angeles.
Stradlin, vedendo che la Ruddell non acconsentì all'approccio, la spinse per terra davanti ai clienti del locale. Sharise lo schiaffeggiò in faccia, il chitarrista le tirò un pugno nello stomaco. Circa un mese dopo, il 5 settembre del 1989, i Mötley parteciparono agli MTV Video Music Awards, a Los Angeles. Mentre il resto della band attendeva all'interno della limousine, Vince aspettò nel backstage mentre i Guns N' Roses suonavano con Tom Petty.
Vince, terminata l'esibizione, colpì Izzy Stradlin con un pugno in faccia. La security dei Mötley trascinò via Neil. Mentre questo stava lasciando gli Award, Axl Rose gli disse che l'avrebbe ucciso. Quando Vince lo incoraggiò a farlo, Axl se ne andò, segnando l'inizio di una lunga battaglia tra le due band. Axl Rose iniziò ad insultare Neil nelle interviste, sostenendo che aveva diffamato i Guns N' Roses per anni. Vince, in risposta, affermò che aveva insegnato dei trucchi di canto ad Axl per aiutarlo.
Vince invitò Axl diverse volte ad incontrarsi per una lotta, ma nessuno dei due cantanti si presentò mai. Nel frattempo, Izzy chiamò Vince e si scusò per il suo comportamento. Ancora arrabbiato per il gesto di Stradlin e per il trattamento di Axl, Vince invitò i membri dei Guns N' Roses, tramite MTV, a fissare luogo e data per l'incontro.
Egli propose una lotta lunedì notte al Great. Eddie van Halen e Sammy Hagar dei Van Halen dissero che avrebbero pagato allo scopo di far svolgere la lotta al Madison Square Garden di New York. Nessun combattimento fu organizzato, ma la proposta di Vince è ancora aperta.

### Use Your Illusion(1990-1993)
(Slash)

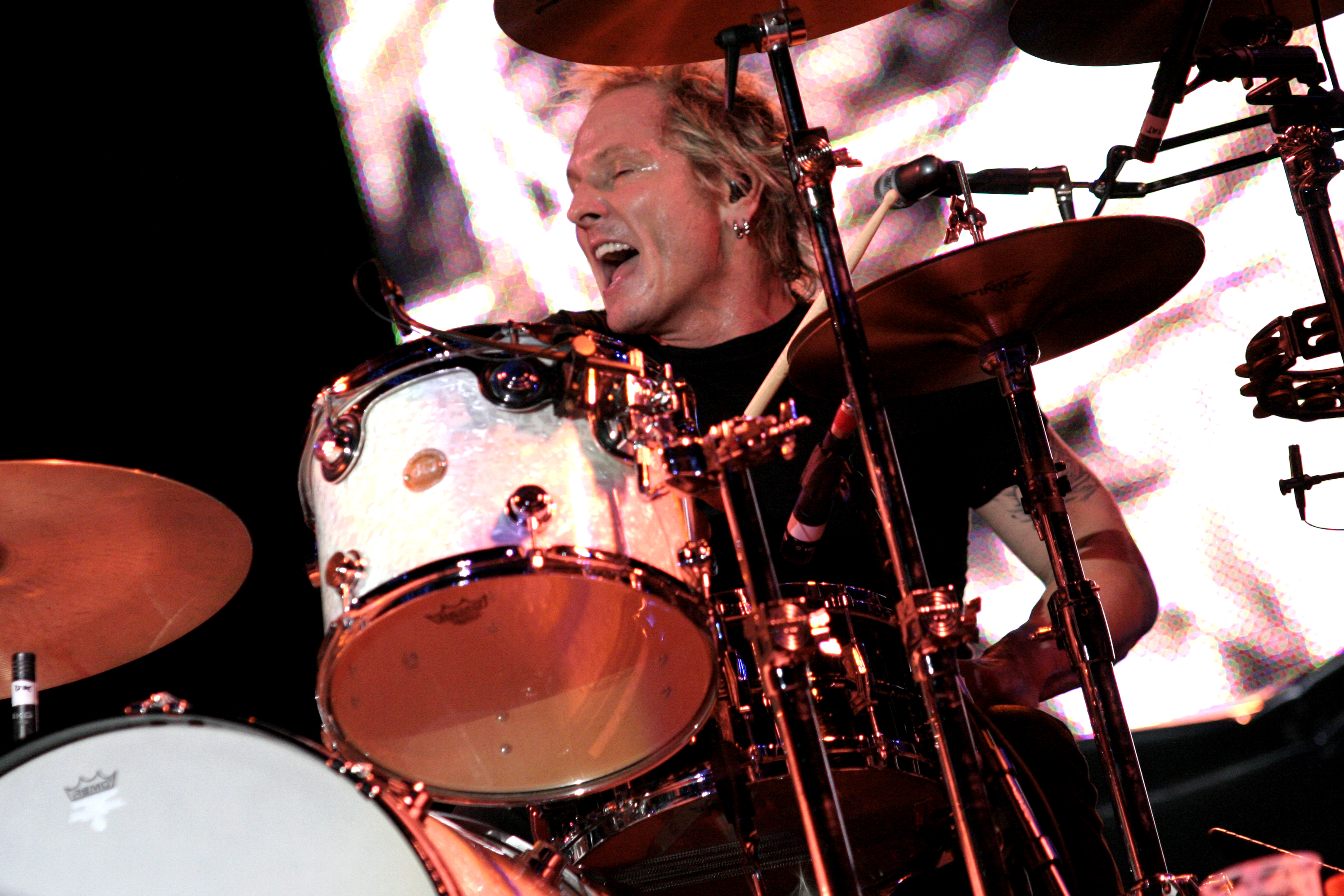
Matt Sorum, batterista del gruppo dal 1990 al 1997.

Nel 1990 Steven Adler fu estromesso dal gruppo a causa dei suoi irrisolti problemi con la droga che, a detta della band, gli impedivano di suonare in modo soddisfacente. Lo sostituì temporaneamente l'ex batterista dei Sea Hags, Adam Maples, prima che Matt Sorum, già membro di Johnny Crash e The Cult, subentrasse nella band come batterista ufficiale. Adler si attivò per portare in tribunale i suoi ex compagni, ottenendo un risarcimento di 2 milioni di dollari, grazie ad un malinteso burocratico presente nel contratto che egli stesso aveva siglato. Al fine di ampliare la proposta sonora del gruppo, assieme a Sorum, i Guns ingaggiarono anche il tastierista Dizzy Reed, fuoriuscito dai Johnny Crash e amico d'infanzia di Axl.
Nel maggio 1991, il manager Alan Niven fu licenziato e sostituito da Doug Goldstein, subito prima che il gruppo partisse per un tour internazionale di tre anni, lo Use Your Illusion Tour. Il tour fu il più lungo della band e della storia della musica rock in generale, con 192 spettacoli in 27 Nazioni. Seguito da oltre sette milioni di persone, il tour era caratterizzato dall'accompagnamento di una sezione di coriste ed una di fiati. Tra le prime performance, si segnalarono un assolo di Slash sulle basi della colonna sonora de Il padrino (1972), una cover al pianoforte di "It's Alright" dei Black Sabbath, ed una versione estesa di "Move to the City" (già presente nel primo EP del gruppo).
Molti spettacoli dello Use Your Illusion Tour furono contraddistinti da risse, ritardi e lamentele di Axl Rose. La dipendenza della band da alcol e droga, pur ancora presente, era sotto controllo, ma Axl dovette far fronte ad altri problemi tra cui la sicurezza, gli accorgimenti tecnici e le registrazioni indebite dei concerti. Il 2 luglio 1991, durante un concerto al Riverport Amphitheatre di Maryland Heights, dopo un'ora e mezza di concerto, Axl Rose saltò tra il pubblico e sottrasse la videocamera a uno spettatore che li riprendeva illegalmente. Richiamato sul palco dalla sicurezza, Rose pose fine all'esibizione e, dopo aver tacciato d'incapacità la sicurezza locale che non era stata capace di impedire le riprese illegali, se ne andò sbattendo il microfono sul palco. La folla rispose con una rivolta violenta, che si concluse con circa 60 persone inviate all'ospedale per accertamenti, 16 arresti e 200.000 dollari di danni al teatro. Il cantante fu accusato di aver incitato la rissa e la polizia lo arrestò l'anno successivo, quando la band stava per cominciare altri concerti fuori dagli USA. Il procedimento non lo considerò però direttamente responsabile della vicenda. Rose sostenne che le guardie del corpo avevano fatto quattro richieste consecutive alla sicurezza di Riverport di allontanare la videocamera senza ottenere risposta, mentre gli altri Guns sostennero di essere stati presi dal pubblico a colpi di bottiglia e denunciarono l'atteggiamento conciliante della sicurezza locale, che aveva concesso al pubblico di ubriacarsi e girare armato. A causa di questi fatti, in quel periodo Axl cominciò spesso a girare con una maglietta su cui era scritto "Vai all'Inferno, St. Louis!". I Guns N' Roses non rimetteranno piede a St. Louis fino al 27 luglio 2017 nel Not in This Lifetime... Tour.

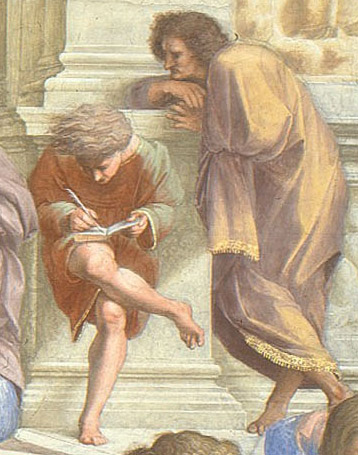
Personaggio tratto dal quadro La Scuola di Atene di Raffaello Sanzio, figura riportata sulla copertina dei due album Use Your Illusion.

Nel settembre dello stesso anno furono pubblicati contemporaneamente Use Your Illusion I e Use Your Illusion II, prodotti da Mike Clink. I due dischi avrebbero dovuto essere compresi in un unico doppio album, ma la Geffen reputò più saggio pubblicarli come due lavori separati. I due album riscossero un enorme successo di vendite e rimasero nella classifica di Billboard per 108 settimane, facendo conoscere la band anche al dì fuori del mondo rock e metal a cui Appetite for Destruction faceva principale riferimento. Le sonorità dei nuovi dischi furono una sorpresa per i fan del gruppo, visti i diversi pezzi articolati ed eterogenei presenti. Da segnalare la canzone "The Garden" di Use Your Illusion I, in cui partecipa Alice Cooper, e il brano scartato "Crash Diet", ripreso anni dopo dai Wildside e inclusa nella loro raccolta The Wasted Years del 2004.
Subito dopo l'uscita dei due dischi, Izzy Stradlin abbandonò il gruppo e fu sostituito da Gilby Clarke che proseguì il tour, salvo alcune date del 1993 in cui, infortunato, fu sostituito di nuovo da Izzy. Stradlin sostenne di aver abbandonato il gruppo a causa dei contrasti con Axl e Slash, e per alcune scelte di marketing.
Il 20 aprile 1992 gli interpreti parteciparono al Freddie Mercury Tribute Concert, insieme a Robert Plant dei Led Zeppelin, Elton John, David Bowie, Roger Daltrey degli Who, Zucchero Fornaciari, Liza Minnelli, Tony Iommi dei Black Sabbath e i Metallica.
La mattina suonarono prima "Paradise City" e poi la reinterpretazione di "Knockin' on Heaven's Door" di Bob Dylan, mentre il pomeriggio si esibirono Slash (che eseguì un assolo in "Tie Your Mother Down" suonata con i Queen) ed Axl, che cantò la parte finale di "Bohemian Rhapsody" (in duetto con Elton John) e "We Will Rock You".
Da Parigi, nel 1992, fu trasmesso un concerto in pay-tv in cui comparvero come ospiti Lenny Kravitz, che suonò "Always on the Run", canzone composta da lui e Slash, e gli Aerosmith, che suonarono "Mama Kin" e "Train Kept A-Rollin'". Il concerto più famoso del gruppo fu però quello tenuto a Tokyo nel 1992. Furono pubblicati due DVD di questa esibizione: Use Your Illusion I live e Use Your Illusion II live. Degno di nota fu anche il videoclip di "November Rain" (dall'album Use Your Illusion I), uno dei più costosi della storia della musica, costato quasi un milione e mezzo di dollari. Oltre che per "November Rain", furono girati clip ad alto budget per "Estranged" (Use Your Illusion II) e "Don't Cry" (Use Your Illusion I). Inoltre, per "You Could Be Mine", inclusa anche nella colonna sonora del film Terminator 2 - Il giorno del giudizio di James Cameron, fu girato un video usando spezzoni del film e un live del gruppo, con la partecipazione di Arnold Schwarzenegger.

### The Spaghetti Incident?e la crisi (1993-1996)

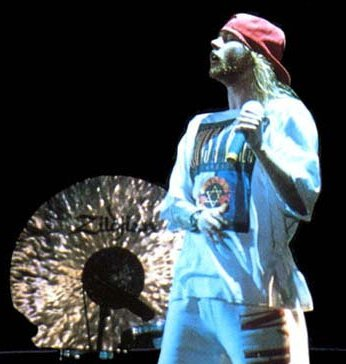
Axl Rose live in Israele nel 1993.

Dopo la conclusione del Use Your Illusion Tour, nel 1993, la band pubblicò The Spaghetti Incident?, disco di cover di gruppi perlopiù punk rock. Tra varie polemiche e contro la volontà degli altri componenti del gruppo, Axl Rose inserì nel CD la traccia nascosta "Look at Your Game, Girl", cover di una canzone di Charles Manson, il mandante degli omicidi di Sharon Tate e Leno LaBianca. Nello stesso anno, i Guns furono premiati come "miglior gruppo hard rock" ai World Music Awards.
Axl, alle prese con i problemi creatigli dalle sue ex mogli che lo accusavano di maltrattamenti fisici e psicologici, ottenne dagli altri membri della band i diritti sul nome Guns N' Roses, e a prendere il ruolo di loro guida non solo nominalmente ma anche legalmente. Tale richiesta fu molto contestata da Slash che però, davanti alla minaccia di Axl di lasciare il gruppo, cedette.
Nel 1994 Axl licenziò Gilby Clarke, e lo sostituì col suo vecchio amico Paul Tobias. I Guns incisero una cover di "Sympathy for the Devil" dei Rolling Stones, per la colonna sonora del film Intervista col Vampiro. Quell'anno, dopo vari tentennamenti, Slash lasciò il gruppo a causa del completo deterioramento del suo rapporto con Axl, viste alcune mancanze di rispetto di quest'ultimo nei confronti di Slash, e si separò ufficialmente nel 1996 per dedicarsi completamente al suo progetto contemporaneo, gli Slash's Snakepit. Un anno dopo Axl licenziò Matt Sorum, che a suo giudizio trascurava i Guns N' Roses a favore dei Neurotic Outsiders, e poco tempo dopo anche Duff McKagan lasciò la band. Così iniziò e continuò il declino della band, almeno fino alle reunion a metà anni '10 del 2000.

### Cambiamenti nella formazione (1998-2005)

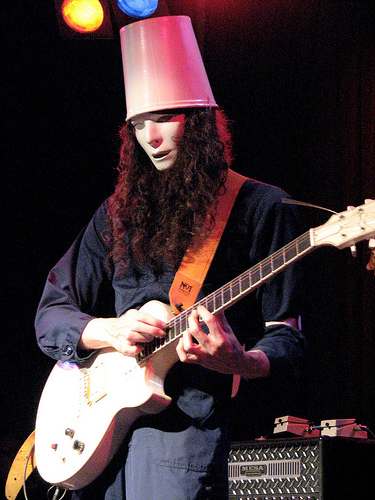
Buckethead, membro della nuova formazione fino al 2004.

Con il solo Axl rimasto, presto cominciarono a girare voci sull'uscita di un nuovo album, prodotto ancora da Mike Clink.
Nel 1998, Axl tornò sulle scene con i due nuovi chitarristi Robin Finck (Nine Inch Nails) e Paul Tobias, il bassista Tommy Stinson (The Replacements), il batterista Josh Freese (The Vandals), Dizzy Reed (già presente nel gruppo dalle registrazioni di Use Your Illusion) e l'addetto ai campionamenti Chris Pittman.
L'anno seguente i "nuovi" Guns registrarono il brano "Oh My God", per la colonna sonora di Giorni contati, con la collaborazione di Dave Navarro e di Gary Sunshine, maestro di chitarra di Axl. Subito dopo, la Geffen pubblicò Live Era '87-'93, raccolta di varie esibizioni live che copre tutta la carriera della band. Intanto, Robin Finck tornò in tour con i Nine Inch Nails, lasciando la band. Nel 2000 fu sostituito da Buckethead, mentre al posto del batterista Josh Freese entrò Bryan Mantia.
Finck tornò nella band alla fine del 2000, come secondo chitarrista, e la nuova formazione suonò nel gennaio del 2001 a due concerti, uno a Las Vegas e uno a Rio de Janeiro, in Brasile, al festival Rock in Rio.
Intanto proseguirono le sessioni di registrazioni del nuovo album, la cui pubblicazione è stata da allora rimandata numerose volte.
Nel 2002, Paul Tobias fu rimpiazzato da Richard Fortus (The Psychedelic Furs, Love Spit Love), e ad agosto sostennero alcuni concerti in Asia ed Europa. Axl Rose fu anche tra i presentatori agli MTV Video Music Awards di quell'anno, e nello stesso anno partì in tour con il suo gruppo.
Nel marzo del 2004 Buckethead lasciò la band, che fu perciò costretta a non partecipare al Rock in Rio, e nello stesso periodo uscì il primo Greatest Hits del gruppo. In contemporanea, uscì sul mercato anche l'album The Roots of Guns N' Roses, pubblicato dalla Cleopatra Records e contenente le prime registrazioni degli Hollywood Rose, tra cui anche qualche brano ripreso poi dai Guns. Axl, Slash e Duff McKagan fecero causa all'etichetta per impedire la pubblicazione dell'album, soprattutto perché nel titolo "Hollywood Rose: The Roots of Guns N' Roses" appariva il nome del gruppo. Nell'aprile 2005, la corte sentenziò a favore della Cleopatra e contro Rose, Slash e McKagan. In maggio il giudice Gary Allen Feess ricevette da parte della Cleopatra Records la richiesta di un risarcimento di 24.176,38 dollari.

### La preparazione del nuovo disco (2006-2007)

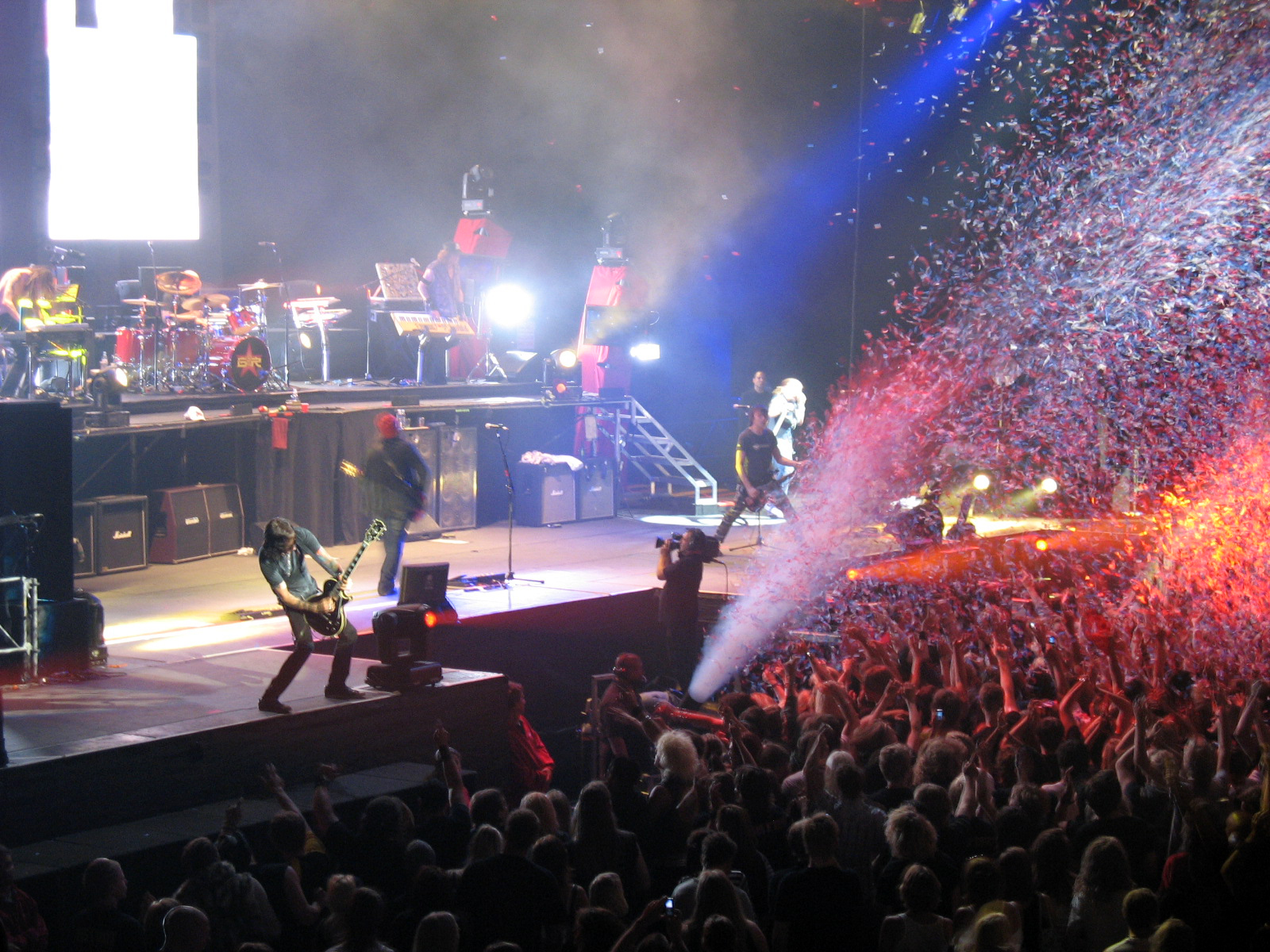
Guns N' Roses in concerto a Stoccolma alla Globe Arena nel 2006.

A febbraio 2006 trapelarono illegalmente su Internet, mediante un fan club del gruppo, alcuni demo inediti: Better, Catcher in the Rye, I.R.S. e There Was a Time. Malgrado i rappresentanti dell'etichetta dei Guns avessero richiesto la cancellazione di testi ed MP3 dei brani, molte stazioni radio trasmisero I.R.S., e a fine febbraio la canzone arrivò 49ª su Radio & Records, primo leak in rete ad entrare in una classifica. Ciò ha rinforzato in alcuni fan l'idea dell'imminente pubblicazione del tanto atteso e rimandato nuovo album.
Nell'estate di quell'anno, i Guns N' Roses parteciparono ad alcuni importanti festival europei e sostennero vari concerti nel vecchio continente. Il tour, che partì da Madrid il 25 maggio e terminò a Londra il 31 luglio, offrì spettacolo ad oltre 700.000 persone in 32 date in 18 paesi. Nello stesso anno il gruppo suonò anche negli States a New York, Chicago, Las Vegas e San Francisco. Axl presentò alcuni premi agli MTV Video Music Awards. A New York debuttò il nuovo chitarrista Bumblefoot, mentre a San Francisco si sedette alla batteria Frank Ferrer, sostituto di Bryan Mantia.
Durante gli MTV Video Music Awards del 2006, Axl sostenne che l'album sarebbe dovuto uscire proprio in quell'anno e la data più concreta era il 21 novembre, dopo la premiazione della finale NASCAR. A seguire avrebbe dovuto esserci anche un nuovo spot della Harley-Davidson con il brano "Better", che doveva anticipare la pubblicazione del singolo, ma la versione dello spot con la nuova hit non è stata pubblicata se non in via informale. Nella versione ufficiale, "Better" è sostituita da "Paradise City".
Il 3 febbraio 2007 uscì il DVD Live in Chicago. L'8 febbraio i Guns si esibirono alla Rodeo Drive's Walk of Style a Beverly Hills, cerimonia in onore di Gianni e Donatella Versace, suonando "Knockin' on Heaven's Door" e "Sweet Child o' Mine" con Chris Pittman al basso. Due giorni dopo hanno annunciato la riapertura per il 2007 del Chinese Democracy Tour.
Il 23 febbraio Del James, nuovo manager dei Guns N' Roses, riferì che la registrazione di Chinese Democracy era stata completata e che il gruppo stava passando le canzoni al mixaggio, smentendo così le voci secondo cui la data di uscita dell'album era il 6 marzo. Il 2 aprile il chitarrista Bumblefoo annunciò di aver completato il mixaggio dell'album, ma non seppe dire quante sarebbero state le tracce né la lista delle stesse. In seguito si tennero altri concerti del Chinese Democracy Tour in Giappone, Thailandia, Sudafrica, Sud America, Messico, Australia e Nuova Zelanda, senza il batterista Bryan Mantia.
Il 4 maggio furono diffusi altri tre leak illegali da Chinese Democracy, la "title track", "The Blues" (ovvero "Street of Dreams") ed una nuova versione di "I.R.S.. Un membro del fan site chinesedemocracy.com ammise di essere stato lui a diffondere i tre recenti leak.

### Chinese Democracy(2008)
Il 7 gennaio 2008 un anonimo cantante di Chicago suonò con il tastierista Dizzy Reed. Alla fine della session chiese informazioni su Chinese Democracy e Dizzy confermò che l'album era stato consegnato alla Geffen per la pubblicazione. La stessa notizia era sta anticipata sul suo sito anche dal DJ americano ed amico di Axl Rose Eddie Trunk.
Dopo l'estate si fecero sempre più insistenti le voci di un accordo del management dei Guns N' Roses con la catena di negozi Best Buy per la distribuzione in esclusiva sul territorio americano di Chinese Democracy. Verso metà ottobre sul sito della Best Buy fu pubblicata la pagina di pre-ordine del disco, disponibile in formato CD e vinile. Appaiono anche la tracklist e la "versione A" della copertina. In seguito, le informazioni relative alla seconda copertina spariscono. Il 22 ottobre l'uscita di Chinese Democracy è confermata ufficialmente per il 23 novembre dai responsabili della Best Buy e del management del gruppo. Lo stesso giorno il primo singolo, Chinese Democracy, entra in rotazione nelle radio. Successivamente furono estratte anche Better e, a febbraio 2009, Street of Dreams.
Nelle settimane successive all'uscita di Chinese Democracy Axl sparì misteriosamente dalla circolazione, senza promuovere l'album. Subito partirono le speculazioni da parte dei fan riguardo a una possibile riunione, dato anche dal probabile destino dei Velvet Revolver. Interpellati, gli ex Guns, non hanno negato la possibilità di una riunione dei Guns N' Roses che partorirono Appetite for Destruction. Nonostante la notizia sia circolata parecchio online, Irving Azoof, co-manager dei Guns n' Roses, ha smentito le voci che vorrebbero Axl Rose in procinto di riunire la formazione originale della band per un tour mondiale. Ecco cosa ha riferito Azooff ai microfoni di una radio americana: "Non ci sono progetti di reunion, né i vecchi membri della band hanno discusso sulla possibilità di ritornare insieme sul palco. Spero che i media cerchino di informarsi meglio in futuro, in modo da non permettere la circolazione di storie false per trarne chissà quale profitto."

### Da Chinese Democracy alla reunion e il ritorno del successo (2009-2015)
Axl ha poi risposto direttamente ai fan in alcuni forum su internet, dichiarando che ha sempre pensato a Chinese Democracy come un album doppio, elencando i titoli di alcune canzoni che potrebbero essere presenti in un eventuale Chinese Democracy II. Probabilmente Izzy Stradlin collaborerà nel brano "Down by the Ocean".
Nonostante ciò Axl Rose ha ribadito in un'intervista a Billboard che una riunione con la vecchia formazione dei Guns sarebbe irrealizzabile, in particolare i rapporti con Slash sono alquanto deteriorati. Tuttavia non ci sono conferme che Stradlin farà parte della formazione futura dei Guns N' Roses, ne tantomeno di possibili riunioni future. Difatti, il 21 marzo 2009, Axl Rose ha proclamato attraverso un comunicato che Robin Finck lascia momentaneamente la band, per seguire i suoi Nine Inch Nails. Prende il suo posto DJ Ashba, chitarrista che ha collaborato con Mötley Crüe, e che fa parte dei Sixx:A.M. di Nikki Sixx.
Dopo l'estate, si intensificano le voci di partenza del tour. Vengono ufficializzate in novembre 4 date asiatiche e 13 date canadesi. Le date asiatiche sono caratterizzate da scalette lunghe e dal concerto più lungo della band, a Tokyo, il 19 dicembre. I Guns N' Roses annunciano delle date sudamericane, ed il tour continua molto bene, tranne che per alcune date annullate per problemi meteorologici e di organizzazione. Il gruppo californiano arriva anche in Europa, per alcune date tra fine maggio e inizio giugno in Norvegia, Svezia, Danimarca e Russia. La seconda parte dell'European Tour ricomincia a fine agosto in Inghilterra. Vengono inoltre annunciate due date italiane, il 4 settembre 2010 al PalaLottomatica di Roma e il 5 settembre 2010 al Mediolanum Forum di Assago. L'inizio della seconda parte dell'European Tour viene però condizionato da alcuni ritardi della band ai concerti di Reading e Leeds. L'incidente più grave accade però a Dublino, quando la band viene quasi "cacciata" a bottigliate dal palco. Interrotto al secondo avvertimento di Axl Rose, il concerto ricomincia dinanzi a poche migliaia di spettatori, dopo che molte persone avevano abbandonato la struttura. Le date italiane invece registrano, nonostante tutto, il soldout e i concerti vedono una band in grande forma. Tra i tanti classici suonati nelle date italiane ci sono canzoni come "Welcome to the Jungle", "It's So Easy", "Rocket Queen", "November Rain", "Sweet Child o' Mine" e "Paradise City". Il 14 ottobre all'O2 di Londra, torna sul palco con il gruppo, per la prima volta da quando nel 1997 ha lasciato la band, il bassista Duff McKagan. Durante lo show McKagan suona come ospite in classici tra cui "You Could Be Mine", "Knockin' on Heaven's Door", "Patience" e "Nice Boys". L'European Tour 2010 termina il 23 ottobre a Barcellona.
Dopo un periodo di silenzio, alcune interviste rilasciate rispettivamente dai chitarristi DJ Ashba e Ron Thal hanno prima aperto e poi chiuso l'ipotesi di un nuovo album (si è parlato di Chinese Democracy II), ma nel mese di marzo 2011 è arrivata la conferma della partecipazione del gruppo al Rock in Rio 2011, domenica 2 ottobre (biglietti terminati in poche ore). Il chitarrista DJ Ashba, in un'intervista, parla della situazione compositiva della band, affermando "Axl Rose possiede abbastanza materiale da riempire 3 album di inediti". Nella stessa intervista il chitarrista ipotizza un tour della band. Ipotesi divenuta realtà tra i mesi di luglio e settembre 2011, quando vengono annunciate nuove date, che insieme alla partecipazione al Rock In Rio completano il "Latino America Tour 2011". Al Rock in Rio la band si esibisce con forte ritardo, tuttavia non dipendente dai "capricci" del frontman, ma dalle cattive condizioni meteorologiche e dallo sforamento dei System of a Down. In una prestazione poco brillante, dopo 18 anni torna dal vivo la canzone "Estranged", accolta dal boato del pubblico brasiliano. In un crescendo continuo, Rose e la band raggiungono una forma ottimale, quando il 28 ottobre inizia lo U.S. Tour, il primo dopo cinque anni lontani dagli U.S.A. Il tour parte a Orlando e termina il 31 dicembre in un "New Eve Concert" a Las Vegas, portando la band a suonare in trentadue date lungo tutti gli Stati Uniti. Il 4 dicembre a Nashville, dopo oltre 18 anni, viene suonata per la prima volta "Civil War", rientrata con "Estranged" in pianta stabile nelle scalette del gruppo. In un paio di date ad aprire per la band ci sono i Loaded, gruppo di Duff McKagan, ex bassista della band, il quale sale sul palco anche con gli stessi GN'R per qualche canzone. L'intero U.S. Tour riscuote ottime critiche, venendo candidato da molti siti specializzati come "tour dell'anno".
Intanto si rincorrono le voci per la band, candidata ad entrare nella Rock and Roll Hall of Fame 2012, di una riunione con i membri originari di Appetite for Destruction. Lo stesso Rose, in un'intervista televisiva con Eddie Trunk rivela di avere un'ottima intesa con l'attuale band, nonché di essere immerso completamente nel progetto e di avere interessanti prospettive per il futuro, ma di essere consapevole al tempo stesso che una "rimpatriata" in occasione del loro ingresso nella RNRHOF potrebbe far molto piacere ai fan. Il 7 dicembre arriva l'ufficialità dell'ingresso del gruppo nell'olimpo dei grandi del rock. Steven Adler non nasconde la sua disponibilità a salire sul palco con gli altri quattro "teschi", mentre Slash ed Axl Rose non vanno oltre il ringraziamento ai fan per il traguardo raggiunto, non sbilanciandosi su un eventuale ricongiungimento. Nel frattempo, una fan community italiana lancia una petizione affinché i 5 di Appetite For Destruction tornino assieme, anche solo per la premiazione. Rose, in occasione di un concerto a Los Angeles il 21 dicembre, rilascia un'intervista all'L.A. Times: ribadisce ancora una volta che una riunione ai fan potrebbe far piacere, anche solo per una notte, ma allo stesso tempo di aver trovato una gran band con il quale è pronto a registrare un nuovo album.
Viene annunciato nel gennaio del 2012 l'"Up Close and Personal Tour", che porta il gruppo ad esibirsi nei principali club degli U.S.A. Durante questo tour, durato circa un mese e svoltosi in ambienti più "intimi", il gruppo non pone particolari cambiamenti in scaletta, ma adegua il palco ai contesti, rimuovendo effetti pirotecnici e vari schermi.
Intanto nessuna notizia viene comunicata dai management degli artisti interessati circa la premiazione alla Rock and Roll Hall of Fame, e solo pochi giorni prima dell'evento il leggendario frontman del gruppo, Axl Rose, pubblica una lettera nella quale afferma di non voler partecipare alla cerimonia di premiazione, e in cui chiede che la sua persona non venga inserita nell'"Albo degli Immortali del Rock" e che tanto meno venga associata al gruppo Guns N' Roses introdotto nell'occasione. Si moltiplicano le critiche al frontman del gruppo nei giorni successivi, e molti fan della band, compresi quelli della fase cosiddetta "nuova", non appoggiano la scelta di Rose. Nei giorni successivi l'ex bassista della band Duff McKagan pubblica tramite i suoi contatti sui social network un comunicato dell'ex-chitarrista della band Izzy Stradlin, il quale comunica la sua assenza alla cerimonia, facendo però intuire che se la band al completo fosse stata presente, lui si sarebbe probabilmente presentato. Il 14 aprile, in quel di Cleveland, introdotti dai Green Day, i Guns N' Roses entrano nella Rock and Roll Hall of Fame. Alla cerimonia partecipano il chitarrista Slash, il bassista Duff McKagan e i batteristi Steven Adler e Matt Sorum. Sono invece assenti Izzy Stradlin, Dizzy Reed (presente nella band dal 1991) e Axl Rose. Quando Billie Joe Armstrong nei suoi elogi arriva a Rose (senza tuttavia citarlo, come da lui richiesto), i fischi della folla fanno capire chiaramente l'opinione in merito. Armstrong definisce Rose come "uno dei migliori che abbiano mai toccato un microfono". La band, con una decisione dell'ultimo momento (come rivelato da Slash nei giorni seguenti), decide di esibirsi con il chitarrista Gilby Clarke, già sostituto di Izzy Stradlin nell'U.Y.I. Tour e chitarrista ritmico nell'album The Spaghetti Incident?, e dal cantante Myles Kennedy, che collabora con lo stesso Slash nel suo nuovo progetto solista. Il gruppo si esibisce nei classici "Mr. Brownstone", "Sweet Child o' Mine" e "Paradise City".
Viene annunciato un nuovo tour europeo tra i mesi di maggio e luglio, con la band di Axl Rose e C. che parte da Mosca l'11 maggio e termina a Maiorca il 22 luglio. Il tour registra grandi numeri e grandi performance ovunque, e nelle date del 31 maggio e del 1º giugno al The O2 di Londra e in quella conclusiva del tour a Maiorca il 22 luglio, la band viene raggiunta dall'ex-chitarrista Izzy Stradlin, il quale, oltre a suonare in grandi classici della band tra cui "Patience" e "Paradise City", canta in "14 Years" (quest'ultima assente nelle scalette dai tempi dell'U.Y.I. Tour).
Prima del concerto di Spalato, in un'intervista DJ Ashba e Tommy Stinson confermano che la priorità della band a tour terminato è la composizione del nuovo album. Nel mese di agosto 2012 viene annunciata una "Las Vegas Residency" intitolata "Appetite for Democracy" durante la quale la band, tra il 31 ottobre e il 24 novembre, si esibirà in 12 date al The Joint, sala concerti da 4000 unità all'Hard Rock di Las Vegas.

### Reunion (2016-2019)

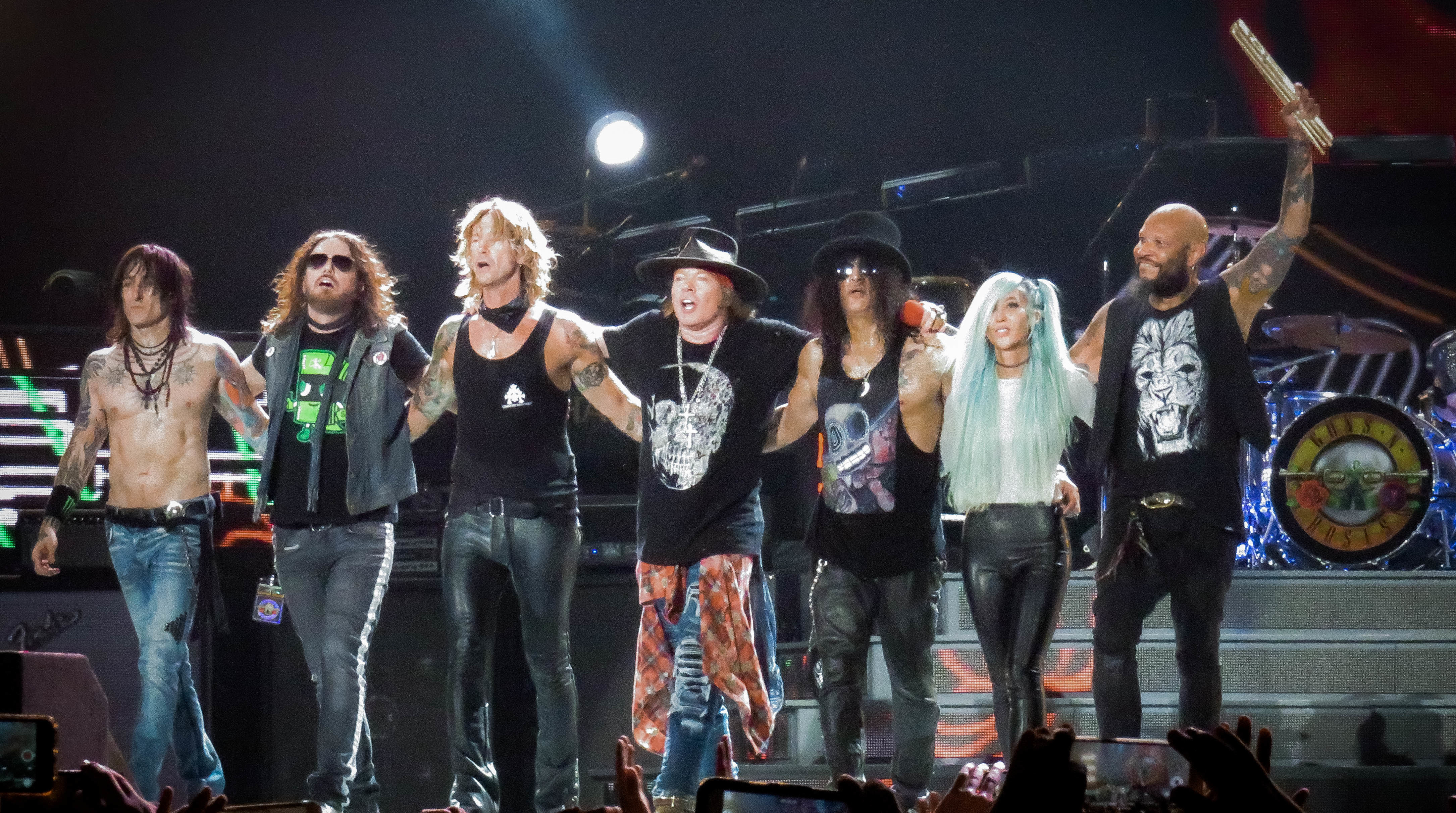
I Guns N' Roses si esibiscono al Palacio de los Deportes di Città del Messico il 30 novembre 2016.

A gennaio 2016 viene ufficializzata la reunion del gruppo: Duff McKagan, Slash e Axl Rose ufficializzano via Twitter la partecipazione al Coachella Valley Music and Arts Festival 2016.
Il 1º aprile 2016 la band tiene uno show a sorpresa al Troubadour di Los Angeles, locale che fece loro da culla 30 anni prima, svelando la nuova formazione, che oltre ai rientranti Slash e McKagan vede la conferma di Reed, Fortus e Ferrer e l'ingresso di Melissa Reese in luogo di Chris Pitman.
La successiva esibizione durante il primo weekend del 2016 Coachella Valley Music and Arts Festival, tenutasi il 16 aprile, vede la band ospitare lo storico chitarrista degli AC/DC, Angus Young, sul palco per suonare due classici della band australiana come Whole Lotta Rosie e Riff Raff.
Poche ore prima dell'esibizione, gli stessi AC/DC confermano l'ingresso nella band di Axl Rose per far fronte alle date del tour americano ed europeo, in sede dell'infortunato Brian Johnson.
I Guns N' Roses tornano ad esibirsi al Coachella 2016 il weekend successivo, sabato 23 aprile. 
Successivamente la band tiene due concerti a Las Vegas, rispettivamente l'8 e il 9 aprile nella nuova T-Mobile Arena, e si esibisce al Foro Sol di Città del Messico il 19 e 20 aprile in due concerti che hanno registrato il tutto esaurito.
Il 1 aprile 2016 è quindi anche la data, secondo la traduzione italiana della pagina wikipedia dedicata, in cui inizia il Not in This Lifetime... Tour  ("Non in questa vita... Tour", da una frase pronunciata in passato da Alx Rose a proposito della possibilità di riunirsi) che è proseguito fino al 2 Novembre 2019.
All'inizio erano previste poche date per questo tour, a detta di Axl Rose, ma alla fine hanno proseguito per quattro anni entrando nella storia come il terzo tour più redditizio della storia della musica. In alcuna date Frank Ferrer si è alternato alla batteria con Steven Adler, segnando il ritorno nel gruppo dello storico batterista per la prima volta dopo 26 anni.

### Dopo il "Not in this Lifetime Tour"
Il 2020 vede impegnati i Guns N' Roses con il We're F'N' Back! Tour.
Il 6 agosto 2021, dopo 13 anni dall'uscita dell'album Chinese Democracy, gli interpreti hanno pubblicato un nuovo singolo intitolato Absurd. Questa canzone tuttavia non è inedita, ma è un rifacimento di Silkworms, canzone che avrebbe dovuto essere inserita in Chinese Democracy, ma che è stata poi ritenuta "fuori tema" e quindi esclusa dall'album.
Il 24 settembre 2021 viene pubblicato un nuovo singolo, chiamato Hard Skool. Questa, come Absurd è una canzone scartata da Chinese Democracy.
Il 13 luglio 2023, in occasione del concerto a Parigi, Tom Mayhue, production manager della band, ha confermato l'uscita di un futuro nuovo album, dicendo che "i Guns entreranno in studio nei prossimi mesi per lavorare a del nuovo materiale" e che "c'è già della musica nuova pronta da pubblicare", affermando che il sound del nuovo brano si avvicina a quello di Appetite for Destruction. Anche Slash aveva espresso la sua volontà, a fine 2022, di creare nuova musica con la band affermando che saranno liberi di farlo dopo il tour estivo in Nord America.
Il 18 agosto 2023, dopo altri tour in tutto il mondo e durante quello europeo del 2023 (poco prima della sua prosecuzione con il "GnR North America summer/fall 2023") esce il singolo, con video, Perhaps, anch'esso proveniente dall'era di Chinese Democracy. Successivamente è stato comunicata la futura uscita di un nuovo inedito, intitolato The General.
Il 27 ottobre 2023 hanno iniziato a girare leak illegali di un presunto nuovo singolo, intitolato Monsters. Si sospetta che la canzone sia stata menzionata in precedenza dai membri della band sotto vari titoli di lavoro, tra cui il primo titolo Leave Me Alone, menzionato dal compositore Marco Beltrami nel 2003, che fu assunto da Axl per comporre arrangiamenti orchestrali. Nel 2008, Axl Rose ha fatto riferimento alla canzone con il titolo Elvis Presley and the Monster of Soul (aka The Soul Monster). Ha detto della canzone: "Penso che sia il nostro momento più Black Sabbath. Cantato in una vigilia di Natale. [A mio parere], la sezione più cattiva di tutto ciò che ho cantato fino ad oggi. Il che, detto questo, sono sicuro che quando si sente qualcuno potrebbe non essere d'accordo, ma abbiamo pensato che fosse una cartolina di Natale di veleno puro, per così dire. Dopo mi sentivo molto meglio.".
Il 2 novembre 2023 i Guns hanno suonato l'inedito The General per la prima volta all'Hollywood Bowl di Los Angeles. I fan sapevano dell'esistenza di questa canzone fin dai tempi delle registrazioni di Chinese Democracy e da anni girano su YouTube versione false del pezzo.
L'8 dicembre 2023 The General viene pubblicato anche in formato digitale e come lato B del vinile da 7" di Perhaps.
Daren Jay Ashba, uno degli ex chitarristi della band, in alcune interviste ha dichiarato che Rose avrebbe raccolto negli ultimi anni materiale musicale sufficiente a riempire almeno tre album di inediti.
Il 20 maggio 2024 Slash ha dichiarato ad un'intervista al Daily Star: “I Guns N’Roses stanno cercando di realizzare un nuovo disco e io sto lavorando con loro”. Successivamente ha aggiunto: “Ci sono una manciata di canzoni che abbiamo effettivamente realizzato quando eravamo in isolamento per il Covid. Quelle devono ancora essere pubblicate e sono davvero belle. Sono emozionato per questo. Pubblicheremo alcune canzoni, ma non sono sicuro di quante ne abbiamo fatte in totale. Queste altre canzoni non hanno lo stesso storia di Hard Skool che risale a molto tempo fa, ma ce ne sono un paio epiche in arrivo, e ne sono entusiasta”.

## Stile ed influenze

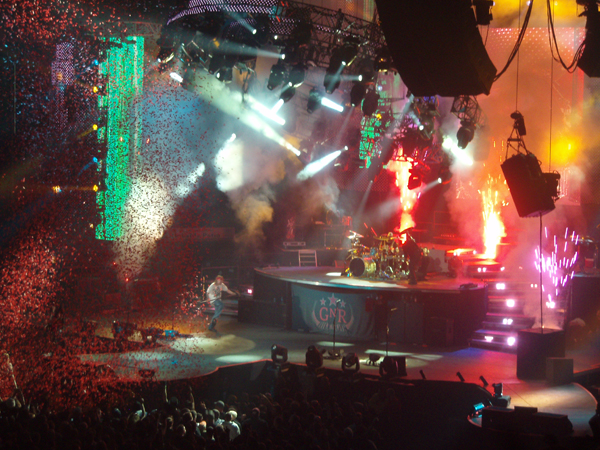
I Guns N' Roses dal vivo a Hamilton in Canada nel 2010.

La musica dei Guns N' Roses è inquadrata genericamente come hard rock. Più precisamente, la band è stata riconosciuta nella corrente Hair/Pop metal. Sebbene annoverati nel Hair/Pop metal, in alcuni punti i Guns N' Roses si dimostrarono in controtendenza rispetto a molte band di questo filone, per via di tematiche più esplicite e serie come la dipendenza dall'eroina, l'alcool, il sadomasochismo, le prostitute e crimini, in un'epoca in cui questo tipo di genere esaltava nient'altro che il divertimento. Per questo motivo, alcuni non riconobbero l'appartenenza della band al genere in questione, anche per il fatto di aver portato in auge uno stile più grezzo e sporco, che aveva punti in comune con l'hard rock e l'heavy metal degli anni settanta, al contrario delle sonorità contemporanee proposte dalla maggior parte dei gruppi Hair metal. Fu proprio per questo motivo che i Guns N' Roses vennero poi riconosciuti come gli iniziatori dello Sleaze metal, ovvero quel sottogenere dell'Hair/Pop metal dalle caratteristiche più grezze, sporche e dirette, che prese piede proprio con il loro esordio, e che vedeva tra gli altri seguaci i colleghi L.A. Guns e Faster Pussycat. Ma al di là di queste divergenze, il gruppo si rivelò comunque vicino alla sensibilità pop, e come nella tradizione pop metal, incorrevano spesso in power ballad orecchiabili e a sfondo sentimentale, ed altre prerogative tipiche delle "hair band".
Con la nuova formazione, i Guns N' Roses hanno cominciato in seguito a trarre ispirazione da un Industrial metal simile a quello dei Nine Inch Nails, con la collaborazione del loro ex chitarrista Robin Finck. Negli anni novanta incorporarono suoni di tastiera (suonata sia da Axl Rose che da Dizzy Reed, e in alcuni tour da Teddy "Zig Zag" Andreadis), e per metà dello Use Your Illusion Tour si avvalsero anche di una sezione di strumenti a fiato. Nei concerti, Rose si mette al pianoforte solamente durante l'esecuzione di "November Rain", da lui scritta, mentre Reed continua a suonare il sintetizzatore assieme all'altro tastierista della band Chris Pittman.
Sull'immagine e le sonorità dei Guns influirono molto anche gli Hanoi Rocks, come Slash stesso cita nella sua biografia. Inoltre Axl Rose ha sostenuto che il suo gruppo è stato ispirato da Rolling Stones, Pink Floyd, Queen, AC/DC, Led Zeppelin, Alice Cooper, Scorpions, Thin Lizzy e, in Appetite for Destruction, dai primi Aerosmith. Quasi tutte le canzoni dei Guns N' Roses sono state scritte da Axl Rose e da Izzy Stradlin.
Nonostante la formazione rientri principalmente nell'hard rock, molti dei loro brani spaziano tra vari generi, dal più duro heavy metal (Welcome to the Jungle, Nightrain) a vere e proprie ballate melodiche e sentimentali (Don't Cry, November Rain).

## Collaborazioni e progetti collaterali
Gli ex componenti dei Guns si sono dedicati ad altri gruppi, collaborazioni con altri artisti e carriere soliste.
- Izzy Stradlin ha intrapreso la carriera solista fin dal 1992, pubblicando vari album, il più importante è Izzy Stradlin and the Ju Ju Hounds.
- Duff McKagan uscì dall'alcolismo e nel 1993 pubblicò un album da solista, Believe in Me.
- McKagan e Matt Sorum hanno suonato anche per i Neurotic Outsiders dal 1995 al 1997.
- Steven Adler ha fondato nel 2003 gli Adler's Appetite, che ripropone per lo più brani dei primi Guns N' Roses. Il gruppo ha cambiato formazione già due volte, per contrasti fra Steven e gli altri componenti, secondo alcuni causati da ricadute nell'eroina.
- Nel 2002 Slash (già negli Slash's Snakepit), Duff McKagan e Matt Sorum sono entrati a far parte dei Velvet Revolver, insieme al cantante degli Stone Temple Pilots Scott Weiland e al chitarrista degli Wasted Youth Dave Kushner.
- Gilby Clarke, dopo alcuni lavori solisti, nel 2006 è entrato nei Rock Star Supernova.
- Slash ha anche collaborato con numerosi artisti, tra i più famosi: Michael Jackson, Motörhead, Alice Cooper, Eric Clapton, Ray Charles, Ronnie Wood, Lenny Kravitz, Ozzy Osbourne, Chris Cornell, M. Shadows, Vasco Rossi, Myles Kennedy, Sixx:A.M., Sammy Hagar, Hollywood Vampires, Rihanna e Demi Lovato.
- Il gruppo (presentato nei titoli di coda come W. Axl Rose, Slash, Dizzy, Izzy e Duff) ha partecipato come comparsa in due scene del film del 1988 Scommessa con la morte (The Dead Pool) di Buddy Van Horn.

## Formazione

### Formazione attuale
- Axl Rose - voce, pianoforte (1984-presente)
- Slash - chitarra solista, cori, chitarra acustica e talkbox (1984-1996, 2016-presente)
- Duff McKagan - basso, voce, cori (1984-1997, 2016-presente)[82][83]
- Dizzy Reed - tastiere, pianoforte, percussioni, cori (1990-presente)
- Richard Fortus - chitarra ritmica, cori (2002-presente)
- Melissa Reese - tastiere, programmazione, cori (2016-presente)[54]
- Isaac Carpenter -  batteria (2025-presente)

### Ex componenti
- Tracii Guns - chitarra solista (1985)
- Ole Beich - basso (1985)
- Rob Gardner - batteria (1985)
- Steven Adler - batteria (1985-1990)
- Izzy Stradlin - chitarra ritmica, voce, cori (1985-1991, 1993)
- Gilby Clarke - chitarra ritmica, cori (1991-1994)
- Matt Sorum - batteria, cori (1990-1997)
- Josh Freese - batteria (1998-1999)
- Paul Tobias - chitarra ritmica (1994-2002)
- Buckethead - chitarra solista (2000-2004)
- Bryan Mantia - batteria (2000-2006)
- Robin Finck - chitarra solista, cori (1997-1999, 2000-2008)
- Bumblefoot - chitarra solista, cori (2006-2014)
- DJ Ashba - chitarra solista (2009-2015)
- Tommy Stinson - basso, cori (1998-2015)
- Chris Pitman - tastiere, programmazione, sub-bass, cori, pianoforte (1998-2015
- Frank Ferrer - batteria (2006-2025)

### Turnisti
- Teddy Andreadis - tastiere, armonica, cori (1991-1993)
- Fred Coury - batteria (1987-1988)
- Chris Vrenna - batteria (1997-1998)
- Eric Caudieux - batteria (2002-2007)

## Discografia

### Album in studio
- 1987 – Appetite for Destruction
- 1988 – G N' R Lies
- 1991 – Use Your Illusion I
- 1991 – Use Your Illusion II
- 1993 – The Spaghetti Incident?
- 2008 – Chinese Democracy

## Tournée
- 1987/88 – Appetite for Destruction Tour
- 1991/93 – Use Your Illusion Tour
- 2001/11 – Chinese Democracy Tour
- 2012 – Up Close and Personal Tour
- 2012/14 – Appetite for Democracy Tour
- 2016/19 – Not in This Lifetime... Tour
- 2021/22 - We're F'N Back Tour
- 2023 - World Tour
- 2025 - Because What You Want & What You Get Are Two Completely Different Things

## Premi e riconoscimenti
- 4 MTV Video Music Awards
  - 1988: "Best New Artist" con "Welcome to the Jungle"
  - 1989: "Best Heavy Metal Video" con "Sweet Child o' Mine"
  - 1992: "Video Vanguard Award": Guns N' Roses
  - 1992: "Best Cinematography" con "November Rain"
- 4 American Music Award
  - 1989: "Favorite Pop/Rock Single": "Sweet Child o' Mine"
  - 1990: "Favorite Artist: Heavy Metal/Hard Rock Artist": Guns N' Roses
  - 1990: "Favorite Artist: Heavy Metal/Hard Rock Album": Appetite for Destruction
  - 1992: "Favorite Artist: Heavy Metal/Hard Rock Artist": Guns N' Roses
- 2 World Music Award
  - 1993: "World's Best-Selling Hard Rock Artist of the Year": Guns N' Roses
  - 1993: "World's Best-Selling Hard Rock Artist of the Year": Guns N' Roses
- Inseriti nella Rock and Roll Hall of Fame nel 2012.

### Enciclopedie
- Essi Berelian, The Rough Guide to Heavy Metal, Rough Guides, 2005,  p. 410, ISBN 978-1-84353-415-0.
- (EN) Dave Eggers, Zadie Smith, The Best American Nonrequired Reading, Houghton Mifflin Harcourt, 2003,  p. 330, ISBN 978-0-618-24696-0.
- (EN) Peter Buckley, Jonathan Buckley, The Rough Guide to Rock, Rough Guides, 2003,  p. 1225, ISBN 1-84353-105-4.
- Riccardo Bertoncelli, Chris Woodstra, Stephen Thomas Erlewine, All music guide to rock: the definitive guide to rock, pop, and soul, Arcana, 2002,  p. 1399, ISBN 978-0-87930-653-3.
- Federico Guglielmi, Cesare Rizzi, Grande Enciclopedia Rock, Firenze, Giunti editore, 2002, ISBN 88-09-02852-X.
- Luca Signorelli, Metallus. Il libro dell'Heavy Metal, Giunti Editore, 2001,  p. 192, ISBN 88-09-02230-0.
- Cesare Rizzi, Enciclopedia della musica rock. 3. 1980 - 1989, Volume 3, Giunti Editore, 2000,  p. 634, ISBN 978-88-09-01796-2.
- Martin Popoff, Heavy metal, Collector's Guide Publishing, 2000,  p. 191, ISBN 978-1-896522-47-0.
- Cesare Rizzi, Enciclopedia della Musica Rock. 1970-1979, Firenze, Giunti editore, 1996, ISBN 978-88-09-21523-8.
- (EN) Robert Walser, Running with the Devil: power, gender, and madness in heavy metal music, Wesleyan University Press, 1993,  p. 193, ISBN 978-0-8195-6260-9.

### Testi monografici
- Ken Paisli, Guns n'Roses. The truth, Chinaski Edizioni, 2008.
- Simöne Gall, Victory or Death: I Guns N' Roses e il suono di Appetite For Destruction, Amazon Books, 2018, p. 254, ISBN 978-1983366765
- (EN) Steven Adler, Lawrence Spagnola, My Appetite for Destruction: Sex, and Drugs, and Guns N' Roses, It Books, 2010,  p. 304, ISBN 978-0-06-191711-0.
- (EN) Stephen Davis, Watch You Bleed: The Saga of Guns N' Roses, Gotham Books, 2009,  p. 444, ISBN 978-1-59240-500-8.
- Slash, Anthony Bozza, Slash, traduzione di R. Rossi Gandolfi, Edizioni BD, 2008,  pp. 470, ISBN 978-88-6123-215-0.
- (EN) Marc Canter, Reckless Road: Guns N' Roses and The Making of Appetite for Destruction, Recklessroad, 2007,  p. 348, ISBN 978-0-9793418-7-8.
- (EN) Paul Stenning, The Band That Time Forgot: The Complete Unauthorised Biography of Guns N' Roses, Chrome Dreams, 2004,  p. 300, ISBN 1-84240-246-3.
- (EN) Robert John, Guns N' Roses: The Photographic History, Little, Brown & Company, 1993,  p. 184, ISBN 0-316-46695-6.
- (EN) Mick Wall, Guns N' Roses; The Most Dangerous Band in The World, Hyperion, 1992,  p. 155, ISBN 1-56282-951-3.
- (EN) Danny Sugerman, Daniel Sugerman, Appetite For Destruction: The Days of Guns N'Roses, St. Martin's Press, 1992,  p. 266, ISBN 978-0-312-07634-4.